# Miroto
Miroto is een bestuurslaag in het regentschap Semarang van de provincie Midden-Java, Indonesië. Miroto telt 4725 inwoners (volkstelling 2010).